# Carlshamn (tidning)
Carlshamn var en dagstidning som gavs ut i Karlshamn från 2 juni 1864 till 18 december 1867.
Carlshamn upphörde 18 december 1867 och prenumeranterna fick i stället till årets slut Nya Carlshamns Posten som utkom 21 december 1867 till 13 december 1871. Karlshamn började sedan på nytt att ges ut med ändrad stavning till K i namnet den 16 december 1871.
Utgivningsbevis för Carlshamn utfärdades för boktryckaren E. O. Lagerblad 18 maj 1864, som redigerade tidningen med biträde av boktryckaren H. Stenbaeck, filosofie doktorn C. Höglind och bokhandlaren C L. Lindgren 1864–1867. 
Tryckningen skedde  hos E. O. Lagerblad 1864–1867. Frakturstil och Antikva användes. Tidningen gavs 1864–1867 ut 2 dagar i veckan onsdagar och lördagar.